# Herbert Preisker
Herbert Preisker (* 23. Juli 1888 in Deutsch-Rasselwitz; † 24. Dezember 1952 in Halle (Saale)) war ein deutscher Theologe und Hochschullehrer.

## Leben und Wirken
Preisker besuchte die Volksschule in Deutsch-Rasselwitz und das Gymnasium in Leobschütz/OS. Von 1908 bis 1912 studierte er in Halle (Saale), Berlin und Breslau Evangelische Theologie. Anschließend trat er sein Pfarrvikariat in Dittmannsdorf Kr. Waldenburg an. Er wurde im Fach Neues Testament promoviert. In Breslau legte er 1914 seine Zweite theologische Prüfung ab. Im September 1914 wurde er in Breslau ordiniert. Im Jahre 1915 erwarb er mit der Arbeit über „Die Ethik der Evangelien und die jüdische Apokalyptik“ den Titel eines Lizentiaten der Theologie.
Im Jahre 1915 übernahm er die zweite Pfarrstelle in Tarnowitz/OS (Kirchenkreis Gleiwitz). Im Jahre 1919 übernahm er eine Pfarrstelle in Breslau. 1924 habilitierte er sich mit einer Arbeit über „Die Ehe im Urchristentum“ im Fach Neues Testament. Zusätzlich übernahm er als Privatdozent einen Lehrauftrag an der Breslauer Theologischen Fakultät. Im Jahre 1929 wurde er Professor für Religionswissenschaft an der Pädagogischen Akademie in Breslau. Dort wurde ihm 1930 die Ehrendoktorwürde verliehen.
Im Jahre 1932 ging er vorübergehend an die Pädagogische Akademie nach Halle (Saale). Obwohl 1934 zum außerplanmäßigen Professor für Neues Testament an der Universität Breslau ernannt, ging er an die Hochschule für Lehrerbildung nach Frankfurt (Oder) bis 1935. Im Sommersemester 1935 wurde er vor allem wegen seiner Verdienste als nationalsozialistisch orientierter und judenfeindlicher „Deutscher Christ“ durch den Theologiereferenten Eugen Mattiat im Reichswissenschaftsministerium in die Göttinger Fakultät gepresst. An der Universität erhielt er den Lehrstuhl für Neues Testament. Im April 1936 wurde er zum ordentlichen Professor für Neues Testament und allgemeine Religionsgeschichte ernannt und zum Dekan der Ev. Theologischen Fakultät in Breslau bestimmt. Der schwedische Theologe Anton Fridrichsen schlug im Juni 1936 vor, das Corpus Judaeo-Hellenisticum in Halle weiter zu bearbeiten, was von Preisker positiv aufgenommen wurde. 1937 scheiterte sein Antrag auf Mitgliedschaft in der NSDAP, da seit 1937 Theologen als „unerwünscht“ galten.
Im Jahre 1939 erklärte er seine Mitarbeit am Institut zur Erforschung und Beseitigung des jüdischen Einflusses auf das deutsche kirchliche Leben. Im September des gleichen Jahres wurde er aufgrund seiner deutsch-christlichen Haltung zum Theologischen Konsistorialrat im Breslauer Konsistorium ernannt. Während des Zweiten Weltkriegs war Preisker außerdem als Wehrmachtsseelsorger und Wehrkreispfarrer beim Wehrkreiskommando Breslau VIII tätig.
Nach Kriegsende wurde er von den polnischen Verwaltungsstellen dazu eingesetzt, die Bestände der geisteswissenschaftlichen Seminare der Universität Breslau aufzuräumen und neu zu ordnen. Im Oktober 1945 verließ er Breslau fluchtartig, wobei ihn sein Weg über Halle (Saale) nach Jena führte. Im Januar 1946 erbat er von der deutschen Verwaltung für Volksbildung in der sowjetischen Besatzungszone eine Verwendung als ordentlicher Professor in Thüringen. Im Winter 1945/46 wurde er Dozent in der philosophischen Fakultät Jena für allgemeine Religionswissenschaft. 1947 erhielt er seine Ernennungsurkunde zum ordentlichen Professor für Neutestamentliche Theologie und allgemeine Religionsgeschichte an der Theologischen Fakultät der Jenaer Friedrich-Schiller-Universität. Von 1950 bis 1952 wirkte er dort als Dekan.
Ab September 1952 wurde er zum Professor und Lehrstuhlinhaber für Neues Testament und hellenistisch-römische Religionsgeschichte an die Martin-Luther-Universität Halle-Wittenberg berufen. Doch nach kurzer Zeit verstarb er nach schwerer Krankheit. Im Januar 1953 fand in der Aula der Universität Halle eine Gedenkveranstaltung statt, auf der Gerhard Delling die Gedenkrede hielt, der zusammen mit ihm ebenfalls in Grundmanns  Entjudungsinstitut gearbeitet hatte.

## Leistungen
Preisker hat nicht nur in seinem Fach Neues Testament gearbeitet, sondern sich auch aktuellen Fragen und kirchengeschichtlichen Themen zugewandt. Hervorzuheben ist seine Mitarbeit in dem von Gerhard Kittel herausgegebenen Theologischen Wörterbuch zum Neuen Testament. Das Verdienst seiner Arbeit liegt darin, dass er auch gegen die Meinung namhafter Theologen wie z. B. Adolf von Harnack den bestimmenden Einfluss der jüdischen Tradition auf die urchristliche Ethik herausgearbeitet hat. Er wies auch nach, dass „das erste Christentum einen Beitrag geleistet (hat) in der Geschichte der Eheauffassung, der einen Fortschritt bedeutet und den Anspruch auf hervorstechende Eigenart machen darf“. Er kam zu dem Ergebnis, dass das Christentum keine eigene Auffassung von der Ehe entwickelt, sondern die Anschauungen aus dem „Spätjudentum“ und dem hellenistisch-römischen Bereich miteinander verbunden und damit das ethische Empfinden verändert hätte.
Preisker war zeit seines Lebens ein kulturgeschichtlich interessierter Mensch. Ein bemerkenswertes Kapitel seiner Tätigkeit bilden die Veröffentlichungen während der NS-Zeit; er gehörte seit 1933 der „Glaubensbewegung Deutsche Christen“ in Schlesien an. Preisker war ein Anhänger der völkisch-nationalistischen Weltanschauung. Er veröffentlichte in der von Werner Petersmann herausgegebenen theologischen und religionspädagogischen Reihe Aufbau im Positiven Christentum. In der Schrift Die Einheit der neutestamentlichen Botschaft als Grundlage der evangelischen Verkündigung in der Gegenwart (1936) zeigt sich seine Zustimmung zum nationalsozialistischen Staat. Im Eisenacher „Institut zur Erforschung und Beseitigung jüdischen Einflusses auf das deutsche kirchliche Leben“ (gegr. 1939) arbeitete Preisker in leitender Stellung mit, so u. a. am „Volkstestament“, in dem alle „judenchristlichen Einflüsse“ getilgt wurden.
Nicht nur die Veröffentlichungen Preiskers waren von der nationalsozialistischen Weltanschauung beeinflusst. Preisker folgte auch in seinem Handeln aktiv der Vorstellung von der rassisch determinierten Minderwertigkeit und Feindseligkeit des Judentums. Preisker gab dem Druck anderer Professoren und von Studenten nach und drängte als Dekan den Pfarrer Ulrich Altmann (1913 ordiniert) aus dem Theologischen Prüfungsamt. Altmanns Großmutter galt dem Theologieprofessor Preisker trotz evangelischer Taufe gemäß nationalsozialistischer Definition als Jüdin und Altmann damit als „jüdischer Mischling II. Grades“. Es sei den theologischen Fakultätsmitgliedern nicht zuzumuten, mit Nicht-Ariern zu prüfen.

## Werke
- Die Ethik der Evangelien und die jüdische Apokalyptik. (Teildruck der Breslauer theologischen Dissertation), Breslau 1915
- Christentum und Ehe in den ersten drei Jahrhunderten. Eine Studie zur Kulturgeschichte der alten Welt. Theologische Habilitationsschrift, Berlin 1927
- Die urchristliche Botschaft von der Liebe Gottes im Lichte der vergleichenden Religionsgeschichte, Gießen 1930
- Geist und Leben. Das Telos-Ethos des Urchristentums, Gütersloh 1933
- Deutsches Christentum. Die neutestamentlichen Evangelien im altdeutschen Heliand, Langensalza 1934
- Die Einheit der neutestamentlichen Botschaft als Grundlage der evangelischen Verkündigung in der Gegenwart, Gnadenfrei 1936
- Das Ethos der Arbeit im Neuen Testament, Gnadenfrei 1936
- Neutestamentliche Zeitgeschichte, Berlin 1937
- Goethe, wie ihn seine Zeitgenossen sehen, Berlin 1942
- Martin Dibelius zum Gedächtnis, in: FF 24, 1948, 15 f.
- Das Ethos des Urchristentums. 2., verbesserte und erweiterte Auflage von: Geist und Leben. Das Telos-Ethos des Urchristentums (1933), Gütersloh 1949
- Hans Windisch, Die katholischen Briefe. Dritte, stark umgearbeitete Auflage von Herbert Preisker (HNT Bd. 15), Tübingen 1951